# 英语中的波斯语借词列表
本文主要列举了英语直接或间接从中借用的词汇。
历史地，无论是在伊斯兰化以前还是以后，波斯语都曾对其毗邻的语言产生了深刻的影响。而这种影响，仅管在几个世纪间为土耳其奥斯曼帝国所阻隔，也间接地波及到英语。除了土耳其外，其他主要的传递波斯语词汇的中介途径包括英属印度（波斯语在英国殖民前印度为当地一十分重要的第二语言）以及阿拉伯控制的伊比利亚半岛。

## 地名
Armenia亚美尼亚（此词初次见于波斯文献，但未必是波斯词源）。
Aryan雅利安。
Baghdad巴格达。原意 : 神的赐物。
China
Euphrates幼发拉底河。原意 :
Hindu印度（更早源于梵语）。
India印度（更早源于梵语）。
Iran伊朗。
Pakistan巴基斯坦。原意 : 纯洁的土地。
Pashto普什图。
Persia波斯。
Taj Mahal泰姬陵。原意 : 王冠般的宫殿；意译 : 所有建筑物之最好。
Tigris底格里斯河。原意 : 箭。
-stan词缀，表示“土地”。使用这一词缀的地名包括 : Afghanistan : 阿富汗；Tajikistan : 塔吉克斯坦；Turkmenistan : 土库曼斯坦；Uzbekistan : 乌兹别克斯坦。

## 神话
Angel天使。原意 : 信使。
Magic魔法。
Manticore一种人头狮身蝎尾的怪物。
Paradise天堂。
Roc一种传说中的大鹏 ，来自波斯文的rukh。

## 动植物
Aubergine茄子（可能更早源于梵语）。
Jasmine茉莉。
Lemon柠檬。
Orange橙子。
Peach桃子。
Rose玫瑰。词源未定。可以肯定来自拉丁语的Rosa；后者有可能来自希腊语的Rhodon；而最早有可能来自波斯语。
Tulip郁金香。
Tiger虎。
Musk麝香鹿。

## 食物
Candy糖果。来自波斯语的“糖”。
Caviar（尤指鲟鱼的）鱼子酱。
Kabob烤肉串。类似的词还有Shish kebab（羊肉串）。与阿拉伯语/乌尔都语同源。

## 颜色
Azure天蓝色。
Beige米色。
Scarlet猩红色。

## 化学/矿物
Arsenic砷。
Bronze青铜。来自波斯语的“铜”。
Naphtha石脑油。
Tar焦油。

## 衣物
Cassock法衣、袈裟。
Pajama睡衣裤。
Sandal凉鞋。
Toque无边女帽。
Turban穆斯林的头巾。波斯文原意为面纱。

## 建筑
Balcony阳台。
Bund码头。
Kiosk亭子。
Pagoda宝塔。

## 象棋
Check和Checkmate（象棋中的）“将”和“将军”动作。
Chess象棋。
Rook（象棋中的）车。

## 其他
Algorithm算法。来自波斯博学者محمد بن موسی خوارزمی名字的罗马化拼写Al-Khwarizmi。
Assassin暗杀。词源未定，有可能是波斯语源。
Bazaar巴扎，即市场。
Bombast吹牛。来源于“木棉”一词。
Calender砑光。
Caravan旅队。
Carcass动物的死体。
Cash现金。来源于波斯一种金币重量单位。
Mummy木乃伊。
Rank军衔。
Tapestry挂毯。